# Mapa de Pedro Mártir

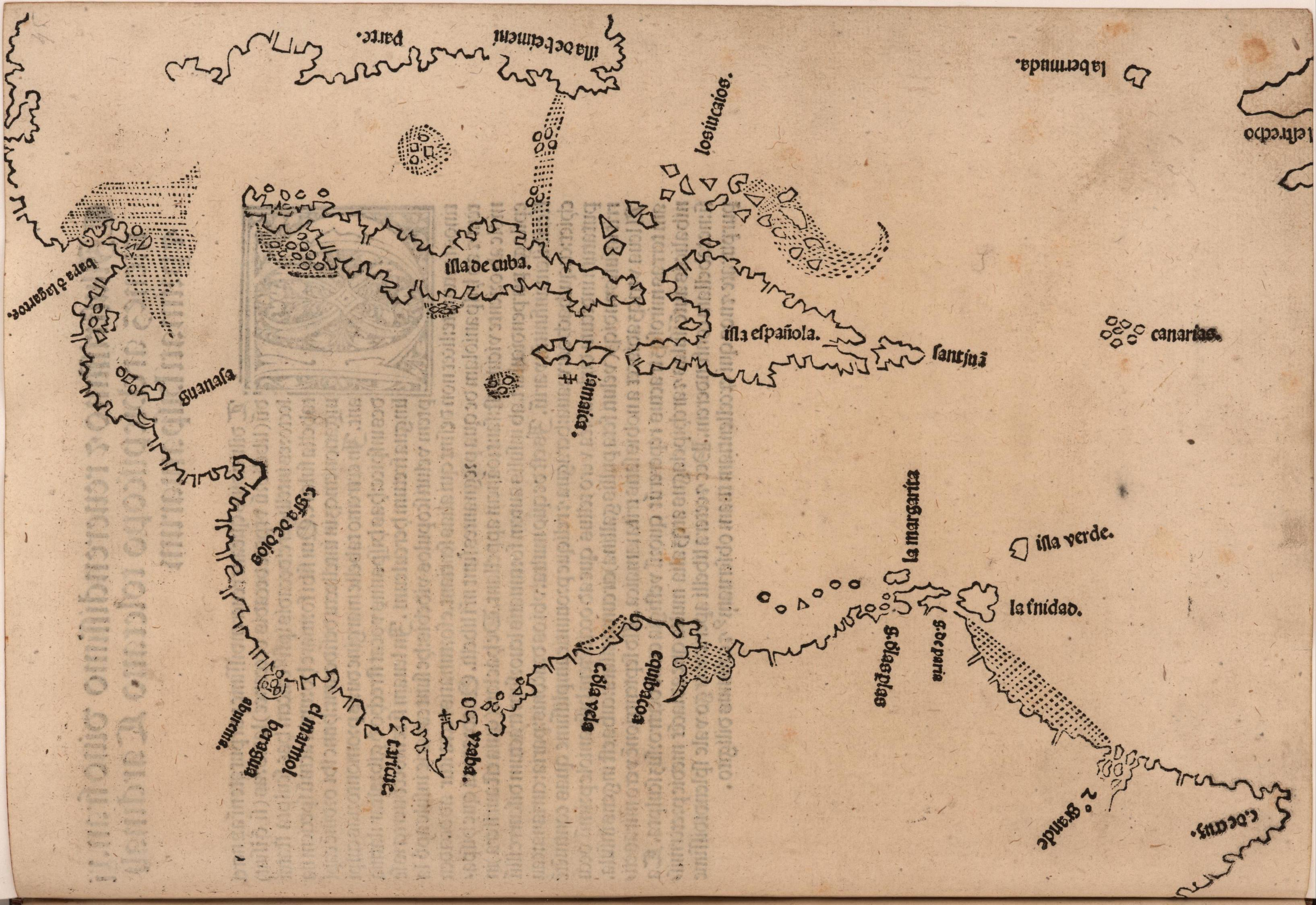
El mapa de 1511 proporciona el registro más antiguo de las Bermudas y es el primer mapa impreso dedicado específicamente a América.

El mapa de Pedro Mártir es un mapa español grabado en madera realizado en 1511 o 1514 e incluido en la mayoría o algunas copias de la edición de 1511 de De Orbe Novo Decades (Décadas del Nuevo Mundo) de Pedro Mártir d'Anghiera. El mapa representa las costas y los sondeos del Caribe insular y continental tal como los entendían las autoridades ibéricas a principios de la década de 1510. Se considera el primer mapa impreso del Caribe y posiblemente el primero que se centra específicamente en el Nuevo Mundo.

## Historia
Los detalles de la procedencia del mapa aún no están claros, aunque se han propuesto algunas teorías al respecto.  Tradicionalmente se ha fechado en 1511 y atribuido a Pedro Mártir de Anglería, de acuerdo con la procedencia de la primera edición de Décadas del Nuevo Mundo.  Sin embargo, recientemente, el académico afiliado a la Universidad de Valladolid, Jesús Varela Marcos, ha propuesto que el mapa fue creado conjuntamente por Mártir y Juan Rodríguez de Fonseca en 1514, y se incluyó a posteriori en copias de la edición de 1511 del primero de Décadas.  Varela Marcos sostiene que la notoria distorsión del mapa es de naturaleza política y propone a Fonseca como el candidato más probable para dicha influencia.   Además, argumentan, (i) el mapa representa descubrimientos posteriores a 1511, (ii) algunos ejemplares de las Décadas de 1511 no tienen mapa, y (iii) al menos algunos ejemplares con el mapa lo han insertado en una fecha posterior.   La procedencia de Varela Marcos ha sido aceptada en parte, pero no en toda, la literatura reciente. 
Curiosamente, Varela Marcos afirma que el siguiente pasaje de las Décadas, que describe una sesión de elaboración de mapas entre Mártir y Fonseca, de hecho describe una sesión del 4 de diciembre de 1514 en la que se compuso el mismísimo mapa de Pedro Mártir.  

[H]emos examinado numerosos informes de aquellas expediciones, y también hemos estudiado el globo terrestre en el que se indican los descubrimientos, y también muchos pergaminos, llamados por los exploradores cartas de navegación. [...] Cuando todos estos mapas estuvieron extendidos ante nosotros, y en cada uno de ellos estaba marcada una escala a la manera española, [...] nos pusimos a trabajar para medir las costas con un compás, [...].
Mártir en Décadas.

## Contenido
El mapa da cuenta de los peligros marítimos, como bancos y arrecifes, y describe además las costas insulares y continentales conocidas, enumerando algunos nombres de lugares cerca de ellas, pero carece de elementos cartográficos elementales, como líneas de longitud y latitud, y está notablemente distorsionado.  La distorsión se produce particularmente a lo largo del eje y.  Por ejemplo, Gibraltar, Bermuda y la Isla de Beimeni se representan aproximadamente en la misma latitud, a pesar de que en realidad están a 37º, 32º y 25º (asumiendo que Florida es beimeni ) al norte, respectivamente. De manera similar, las Islas Canarias, La Española y Puerto Rico se representan aproximadamente en el mismo paralelo, a pesar de estar a 28º, 18º y 17º norte, respectivamente. 

### Topónimos
| Topónimo                                | Suma                   | Lugar                    | Nota                                                         |
| --------------------------------------- | ---------------------- | ------------------------ | ------------------------------------------------------------ |
| baya d’ lagartos                        | –                      | En Yucatán o en Honduras | Arrecife Alacranes sin etiqueta al norte o bancos hondureños |
| guanasa                                 | –                      | En Honduras              | En el departamento de Islas de la Bahía o al este de él      |
| c. gr’a de dios                         | Cabo d’ gracias a dios | Cabo Gracias a Dios      | –                                                            |
| aburema                                 | –                      | –                        | –                                                            |
| beragua                                 | Veragua                | Veragua                  | –                                                            |
| el mármol                               | –                      | –                        | –                                                            |
| taricue                                 | –                      | –                        | –                                                            |
| vraba                                   | golfo de Uraba         | Golfo de Urabá           | –                                                            |
| c. d’ la vela                           | cabo dela vela         | Cabo de la Vela          | –                                                            |
| equibacoa                               | cabo de Coquibacoa     | Golfo de Coquibacoa      | –                                                            |
| g. d’ las p’las                         | –                      | –                        | –                                                            |
| g. de paria                             | golfo de paria         | Golfo de Paria           | –                                                            |
| rº grande                               | –                      | Río Amazonas             | –                                                            |
| c. de cruz                              | cabo de cruz           | –                        | –                                                            |
| isla de cuba                            | isla de cuba           | Cuba                     | –                                                            |
| los iucaios                             | islas de los yucayos   | Bahamas                  | –                                                            |
| iamaica                                 | isla de jamayca        | Jamaica                  | Bajos las Víboras al sureste, sin etiquetar                  |
| isla española                           | isla española          | La Española              | –                                                            |
| Sant juã                                | isla d’ sant juã       | Puerto Rico              | –                                                            |
| la bermuda                              | –                      | Bermuda                  | –                                                            |
| canarias                                | las [islas] de canaria | Canarias                 | –                                                            |
| la margarita                            | la isla margarita      | Isla Margarita           | –                                                            |
| isla verde                              | –                      | –                        | –                                                            |
| la t’nidad                              | isla dela trinidad     | Trinidad                 | –                                                            |
| [ill] Isla de beimeni parte, [estr]echo | –                      | Florida o ficticio       | –                                                            |
| el estrecho                             | –                      | Estrecho de Gibraltar    | –                                                            |

## Análisis

### Contenido

Corrección de Peck del mapa de Peter Martyr / fig 4 in Peck 2003 / via Commons

Al comentar la notable distorsión del mapa, Jesús Varela Marcos sugiere que Fonseca, el obispo de Burgos, pudo haberlo solicitado o requerido "para resaltar claramente que lo que se mostraba en el mapa estaba dentro del área de expansión natural de España".  Por su parte, Douglas T Peck propuso una corrección de la parte noroeste del mapa que desplazaría la costa continental occidental hacia abajo unos seis grados. 

## Legado
Las copias del mapa de Pedro Mártir "han estado separadas durante mucho tiempo de su documento original y se han reproducido ampliamente en estudios y literatura popular sobre cartografía antigua". 